# At the Eleventh Hour (film 1912 Buckland)
At the Eleventh Hour è un cortometraggio muto del 1912 diretto da Warwick Buckland-
Si conoscono pochi dati del film che, prodotto dalla Hepworth, fu distrutto nel 1924 dallo stesso produttore, Cecil M. Hepworth. Fallito, in gravissime difficoltà finanziarie, il produttore pensò in questo modo di poter almeno recuperare il nitrato d'argento della pellicola.

## Trama
Una ragazza giunge in tempo per testimoniare che il suo innamorato non ha ucciso una donna.

## Produzione
Il film fu prodotto dalla Hepworth.

## Distribuzione
Distribuito dalla Hepworth, il film - un cortometraggio in una bobina - uscì nelle sale cinematografiche britanniche il 12 settembre 1912.